# Il Misfatto
Il Misfatto è stato l'inserto satirico allegato all'edizione domenicale de il Fatto Quotidiano, in edicola a partire dal 28 febbraio 2010 e chiuso il 29 settembre 2013.

## Storia

### 2010: la fondazione e gli inizi
Anticipato dal gruppo de il Misfatto su Facebook, l'inserto si dichiara accanto al logo della testata come l'Organo ufficiale dei fomentatori di odio, e viene presentato giovedì 19 febbraio 2010 al Teatro Quirino di Roma dove la redazione ha distribuito in anteprima un numero limitato di copie del primo numero.
Sul palco del Quirino sono intervenuti gli autori dell'inserto tra cui il conduttore Luca Telese, Roberto Corradi, il team di Spinoza.it, il disegnatore Stefano Disegni, Flavio Oreglio e Carlo Verdone che, nonostante gli acciacchi dovuti ad un'influenza di stagione, ha informato i presenti circa il tema dei miti e delle "manie" italiane.
Marco Presta, conduttore e autore insieme ad Antonello Dose de il Ruggito del Coniglio su Radio2, ha raccontato la sua rubrica intitolata "Apocaliss..MO, i quattro cavalieri dell'apocalisse della settimana”, una classifica dei quattro personaggi più discutibili apparsi sui giornali. Alla rubrica di Presta rispondono quelle di Spinoza con delle battute sugli stessi temi in una sfida satirica.
Collaborano a questa edizione dell'inserto: Carlo Verdone, Mauro Biani, Michele De Pirro, Disegni e altri.

### 2011: il cambio di direzione e la seconda edizione
Dopo 14 mesi di uscite settimanali, il numero de il Misfatto del 24 aprile 2011 annuncia la dipartita di Roberto Corradi, voluta dal direttore e vicedirettore del quotidiano: Antonio Padellaro e Marco Travaglio, i quali preferivano Stefano Disegni, navigato vignettista satirico. Roberto Corradi e Luca Telese nell'ultimo numero de il Misfatto da loro diretto si sono sfogati affermando le seguenti parole:
La replica di Disegni viene espressa attraverso una striscia pubblicata nell'ultimo numero dell'inserto in cui il disegnatore satirico prende di mira una “politically correct” (“politicamente corretto”), incardinata sui luoghi comuni.
Sotto la direzione di Disegni l'impostazione dell'inserto viene profondamente modificata: il logo assume una nuova grafica che recita "Misfatto: satira e sentimenti". Viene chiamato Milo Manara a disegnare le prime copertine.
Collaborano alla seconda edizione dell'inserto: Andrea Aloi, Alessandro Robecchi, Saverio Raimondo e altri.

### 2013: la chiusura
Il 18 settembre 2013 si diffonde su Facebook la notizia che la redazione de il Misfatto ha annunciato con una email ai collaboratori l'imminente chiusura dell'inserto.
Il 29 settembre Saverio Raimondo scrive sull'ultimo numero dell'inserto: 